# 애리엘 돔바슬
애리엘 돔바슬(Arielle Dombasle, 1953년 4월 27일 ~ )은 미국의 배우, 가수이다.

## 출연 작품
- 테스 - 머시 찬트 역
- 상하이 이인창관 - 나탈리 역
- 아름다운 결혼 - 클라리스 역
- 해변의 폴린느 - 마리온 역
- 아름다운 포로
- 레이스